# Władcy Parmy

## Księstwo Parmy (i Piacenzy od 1556)(1545-1802)

### Dynastia Farnese
| # | Imię                      |  | Urodzony                       | Zmarł                     | Czas rządów | Rodzice                                    |
| - | ------------------------- |  | ------------------------------ | ------------------------- | ----------- | ------------------------------------------ |
| 1 | Piotr Alojzy Pier Luigi   |  | 19 listopada 1503 Rzym         | 10 września 1547 Piacenza | 1545-1547   | Papież Paweł III Silvia Ruffini            |
| 2 | Ottavio                   |  | 9 października 1521 Valentano  | 18 września 1586 Piacenza | 1547-1586   | Piotr Alojzy Farnese Gerolama Orsini       |
| 3 | Aleksander I Alessandro I |  | 27 sierpnia 1545 Rzym          | 3 grudnia 1592 Arras      | 1586-1592   | Ottavio Farnese Małgorzata Parmeńska       |
| 4 | Ranuccio I                |  | 28 marca 1569 Parma            | 5 marca 1622 Parma        | 1592-1622   | Aleksander I Farnese Maria z Guimarães     |
| 5 | Edward I Odoardo I        |  | 28 kwietnia 1612 Parma         | 11 września 1646 Piacenza | 1622-1646   | Ranuccio I Farnese Małgorzata Aldobrandini |
| 6 | Ranuccio II               |  | 17 września 1630 Cortemaggiore | 11 grudnia 1694 Parma     | 1646-1694   | Edward I Farnese Małgorzata de Medici      |
| 7 | Franciszek I Francesco I  |  | 19 maja 1678 Parma             | 26 maja 1727 Piacenza     | 1694-1727   | Ranuccio II Farnese Maria d’Este           |
| 8 | Antoni I Antonio I        |  | 29 maja 1679 Parma             | 26 lutego 1731 Parma      | 1727-1731   | Ranuccio II Farnese Maria d’Este           |

### Burbonowie
| # | Imię            |  | Urodzony                | Zmarł                  | Czas rządów | Rodzice                         |
| - | --------------- |  | ----------------------- | ---------------------- | ----------- | ------------------------------- |
| 9 | Karol I Carlo I |  | 20 stycznia 1716 Madryt | 14 grudnia 1788 Madryt | 1731-1735   | Filip V Burbon Elżbieta Farnese |

### Habsburgowie
| #  | Imię         |  | Urodzony                   | Zmarł                       | Czas rządów | Rodzice                                                  |
| -- | ------------ |  | -------------------------- | --------------------------- | ----------- | -------------------------------------------------------- |
| 10 | Karol Carlo  |  | 1 października 1685 Wiedeń | 20 października 1740 Wiedeń | 1735-1740   | Leopold I Habsburg Eleonora Magdalena von Pfalz-Neuburg  |
| 11 | Maria Teresa |  | 13 maja 1717 Wiedeń        | 29 listopada 1780 Wiedeń    | 1740-1748   | Karol VI Habsburg Elżbieta von Braunschweig-Wolfenbüttel |

### Burbonowie
| #  | Imię                     |  | Urodzony               | Zmarł                         | Czas rządów | Rodzice                                   |
| -- | ------------------------ |  | ---------------------- | ----------------------------- | ----------- | ----------------------------------------- |
| 12 | Filip I Filippo I        |  | 15 marca 1720 Madryt   | 18 lipca 1765 Alessandria     | 1748-1765   | Filip V Burbon Elżbieta Farnese           |
| 13 | Ferdynand I Ferdinando I |  | 30 stycznia 1751 Parma | 9 października 1802 Fontevivo | 1765-1802   | Filip I Parmeński Ludwika Elżbieta Burbon |

## Panowanie francuskie (1802-1814)

### Honorowi książęta (1808–1814)
- Jean Jacques Régis de Cambacérès (książę Parmy)
- Charles François Lebrun (książę Piacenzy)

## Księstwo Parmy i Piacenzy(1814-1859)

### Dynastia habsbursko-lotaryńska
| #  | Imię                      |  | Urodzony               | Zmarł                 | Czas rządów | Rodzice                                               |
| -- | ------------------------- |  | ---------------------- | --------------------- | ----------- | ----------------------------------------------------- |
| 14 | Maria Ludwika Maria Luisa |  | 12 grudnia 1791 Wiedeń | 18 grudnia 1847 Parma | 1814-1847   | Franciszek II Habsburg Maria Teresa Burbon-Sycylijska |

### Burbonowie
| #  | Imię                |  | Urodzony                   | Zmarł                     | Czas rządów | Rodzice                                   |
| -- | ------------------- |  | -------------------------- | ------------------------- | ----------- | ----------------------------------------- |
| 15 | Karol II Carlo II   |  | 22 grudnia 1799 Madryt     | 16 kwietnia 1883 Nicea    | 1847-1849   | Ludwik I Parmeński Maria Ludwika Burbon   |
| 16 | Karol III Carlo III |  | 14 stycznia 1823 Florencja | 27 marca 1854 Parma       | 1849-1854   | Karol II Parmeński Maria Teresa Sabaudzka |
| 17 | Robert I Roberto I  |  | 9 lipca 1848 Florencja     | 16 listopada 1907 Pianore | 1854-1859   | Karol III Parmeński Ludwika Burbon        |